# Bányatársláda
A bányatársládák voltak a mai értelemben vett társadalombiztosítás első szervezeti és szabályozási formái Magyarországon. A munkahelyekhez kapcsolódó szociális ellátások a különösen veszélyes bányászatban alakultak ki először.
A bányatársláda  önkéntességen alapuló olyan közös pénztár volt, amelybe teljes munkaerőben levő munkások a keresményeik egy részét beszolgáltatták. Ebből az összegből azután a munkás megfelelő módon segítséget kaphatott, ha baleset érte, vagy ha megbetegedett, elöregedett, illetve munkára képtelenné vált. 
A társláda a munkaadó és a munkások önkéntes elhatározásából létesült. A bányászlegénység kezelte, önkormányzati alapon. Pénzügyi alapjai a munkásoktól levont járulékokból és a munkaadó hozzájárulásaiból gyűltek össze. A következő ellátásokat biztosították:
- betegség esetén pénz-, orvosi és gyógyszersegély;
- munkaképtelenség esetén nyugbér vagy végkielégítés;
- temetkezési segély, özvegyek és árvák ellátásai.

## Története
A bányamunkások, az egyház javaslatára, bányatársládákat alakítottak ki. Legkorábbi adatunk ilyen bányatársládáról 1224-ből való. A bányatársládák elterjedése azonban csak a 15. század végén, a 16. század elején valósult meg. 
Az első magyar bányatársláda a 13-14. században alakult meg.[forrás?]
A legelső magyarországi bányatársláda-szervezetet 1496-ban Thurzó János alapította Besztercebányán.
1778-ban II. József elrendelte, hogy a kincstári bányákban is szervezzék meg a bányatársládákat.
1854-től a bányatársládák mellett osztrák császári parancs kötelező jelleggel rendelte el a  Magyarországon is bányatárspénztárak létesítését.